# بلک آیل استادیوز
بلک آیل استادیوز (به انگلیسی: Black Isle Studios) یک شرکت توسعه دهنده و توزیع کننده بازی‌های ویدئویی وابسته به اینترپلی انترتینمنت بود. تخصص اصلی این شرکت بازی‌های نقش آفرینی بود. بلک آیل استادیوز در سال ۱۹۹۶ در شهرستان اورنج، کالیفرنیا تأسیس و در سال ۲۰۰۳ منحل شد.

## محصولات

### توسعه
- فال‌اوت (۱۹۹۷)[۱]
- فال‌اوت ۲ (۱۹۹۸)
- پلین‌اسکیپ: زجر (۱۹۹۹)
- آیسویند دیل (۲۰۰۰)
- آیسویند دیل: قلب زمستان (۲۰۰۱)
- آیسویند دیل ۲ (۲۰۰۲)
- دروازه بولدر: اتحاد سیاه ۲ (۲۰۰۴)

### انتشار
- دروازه بولدر (۱۹۹۸)
- دروازه بولدر: حکایت‌های شمشیر ساحل (۱۹۹۹)
- دروازه بولدر ۲: سایه‌های امن (۲۰۰۰)
- دروازه بولدر ۲: تاج بال (۲۰۰۱)
- لاینهارت: میرات جنگجو (۲۰۰۳)